# Alice de Janzé
Alice de Janzé (født Silverthorne, også kendt som Alice de Trafford) (født 28. september 1899, død 30. september 1941) var en amerikansk arving, der gennem en årrække levede i Kenya som medlem af "Happy Valley Set". Hun var forbundet med en lang række skandaler, herunder hendes mordforsøg på sin elsker i 1927, samt i 1941 mordet på Josslyn Hay, Jarlen af Erroll i Kenya. Hendes stormfulde liv var præget af druk, narkotika misbrug og flere selvmordsforsøg. Hun døde af et selvforskyldt skud i 1941.